# Ефремов, Степан Данилович
Степан Данилович Ефремов (1715 — 1784) — войсковой атаман Донского казачьего войска (1753-1772) из рода Ефремовых. Сын Данилы Ефремова.

## Биография
В детстве был в заложниках у калмыцкого хана Дундука-Омбо. Степан Ефремов был назначен атаманом в 1753 году, ещё при жизни отца, по смерти которого ему досталось большое состояние, ещё более им увеличенное. Пользуясь им, он вёл роскошную жизнь, которую воспевали тогдашние местные поэты, а донцы ещё долго вспоминали её в своих преданиях.
Ко времени атаманства Ефремова относятся первые распоряжения правительства об устройстве черкасских малороссиян, поселившихся на казачьих землях. Несмотря на запрещение, изданное в 1736 году, принимать и селить малороссиян из слободских полков в казачьих городках, остановить прилив переселявшихся было нельзя. Для осмотра хуторов и отбора зашедших на Дон черкасс, в 1762 году была наряжена правительством особая комиссия. По переписи 1763 года оказалось, что на Дону, кроме малороссиян, были и великорусские крестьяне, купленные от помещиков. Эта же комиссия, вероятно, открыла и некоторые злоупотребления со стороны Ефремова. На Дон был прислан генерал Романус для расследования, с какого времени войсковой атаман и старшины и на каком основании владеют юртами, какие с них получают доходы и куда расходуют, и давно ли появились крестьяне на их землях и откуда пришли.
В бытность свою в 1765 году в Санкт-Петербурге, Ефремов представил в военную коллегию проект коренного преобразования внутреннего управления войском. Все статьи этого проекта клонились к усилению власти атамана. Едва успел генерал Романус кончить следствие, как в Санкт-Петербург стали доходить слухи о новых злоупотреблениях атамана, который в это время был в столице и ходатайствовал «о пользе общественной по разным войсковым делам высшего рассмотрения и определения». Для успеха ходататайств по определению войска, атаману было выслано в Санкт-Петербург из войсковых сумм 7 тысяч рублей.
В это же время наказной атаман Сидор Кирсанов, или, по выражению самого Ефремова, «Сидорка, носящий образ Иуды Искариотского», и старшина Юдин послали в Санкт-Петербург донос, в котором обвиняли Ефремова в расхищении войсковой казны и провианта, во взятках и в подозрительной переписке с кумыкским князем Темиром. Ничего не подозревая, Ефремов возвратился на Дон и по-прежнему вступил в управление войском. Между тем донос возымел действие: из Санкт-Петербурга был послан ряд повелений, чтобы атаман немедленно ехал в столицу для объяснений.

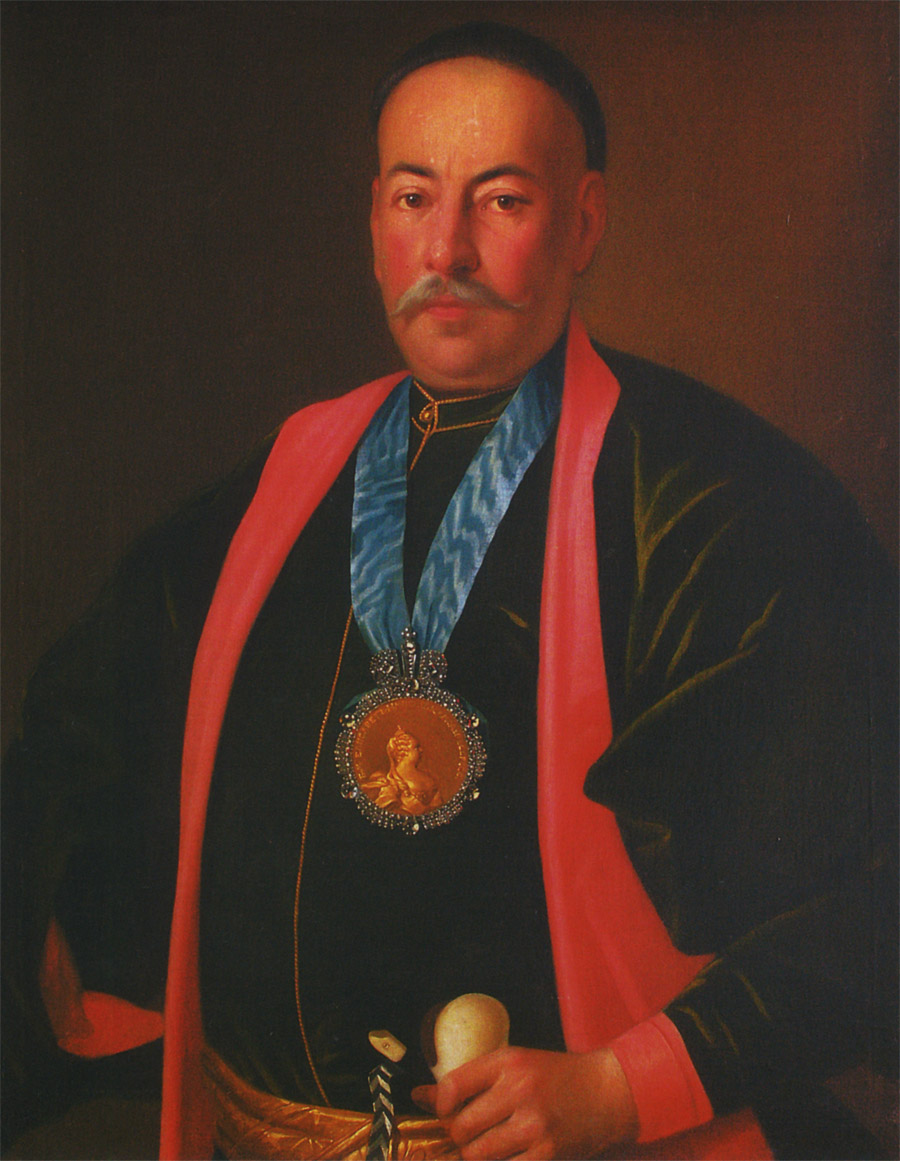
На портрете Христинека

Сознавая себя во многом виноватым, Ефремов медлил. Наконец, в начале 1772 года прибыл на Дон генерал Гаврила Черепов, как будто для прекращения появившейся заразы, а на самом деле с целью принудить атамана к выезду в Санкт-Петербург; кроме того, ему же было поручено позаботиться о скорейшей высылке 10 тысяч казаков на службу. Последний ещё до этого был откомандирован на Яик, где учинил расстрел мятежных казаков. С приездом Черепова на Дону распространился слух, будто казаков хотят обратить в «регулярство». Ефремов, сделав вид, что едет в Санкт-Петербург, поехал по станицам созывать к себе атаманов и казаков и, таким образом, «учинил в простодушном народе ложные внушения, якобы из войска Донского будет выбор в регулярство». Проездивши несколько недель по войску, Ефремов снова возвратился в Черкасск и поселился в своём доме в Зелёном дворе.
Между тем из Санкт-Петербурга было получено приказание, «чтобы за отзывом атамана Ефремова в Санкт-Петербург, никаких от него ордеров не принимать и по его приказаниям исполнение не чинить»; однако на расположенных в пользу Ефремова казаков это не произвело особенного действия. Предчувствуя грозу, генерал Черепов расставил вокруг Черкасска караулы с тем, чтобы не пропускать в город из загородного дома войскового атамана.
1 октября по древнему обычаю собрался войсковой круг, на котором читалась присланная грамота об отрешении Ефремова от атаманства. Мало кто хотел с этим мириться. Произошли бурные сцены: казаки бросились к квартире Черепова, стали бить камнями и поленьями окна, двери и врываться в комнаты. Черепов через заднее крыльцо хотел скрыться, но был пойман и приведён обратно в город. Ему предложили снять караулы вокруг Черкасска и немедленно удалиться из города. Черепов требования казаков исполнил и, провожаемый старшинами, был доведен до Красного атаманского загородного дома.
О бунте было немедленно донесено в Санкт-Петербург, откуда вскоре получено повеление арестовать Ефремова и заключить в крепость Св. Дмитрия Ростовского.
В ночь на 9 ноября Ефремов был взят приехавшей из крепости командой. В Санкт-Петербурге его судили военным судом, он был признан виновным в том, что:
1. не исполнил многих повелений главнокомандующих,
2. в 1769 году собрал на Крымской стороне до 10 тысяч казаков и продержал их там довольно долго без всякой пользы,
3. после разорения горцами Романовского укрепления не велел преследовать неприятеля далее реки Ея,
4. ослушался шести указов военной коллегии о немедленном прибытии в Санкт-Петербург,
5. неповиновением своим дал повод к возмущению казаков против генерала Черепова и
6. публично перед старшинами, с дерзостью и угрозами, «забыв подданическую к Её Императорскому Величеству должность», выговаривал непристойные слова. Кроме того, он был «найден виновным и в прочих противных законам, чести и должности поступках».

Ефремов был приговорён «к лишению живота», именно к «правильному повешению», но императрица смягчила приговор, и Ефремов был сослан на вечное поселение в город Пернов, но потом был возвращён в Санкт-Петербург и прощён. Остался жить в Санкт-Петербурге, где и умер 15 марта 1784 года. Был похоронен на кладбище Александро-Невской лавры, а его вдова Меланья Карповна — за алтарём построенной атаманом на своём подворье Донской церкви. О свадьбе Ефремова казаки до сих пор вспоминают поговоркой: «Наготовлено, как на Меланьину свадьбу».

Портреты родственников
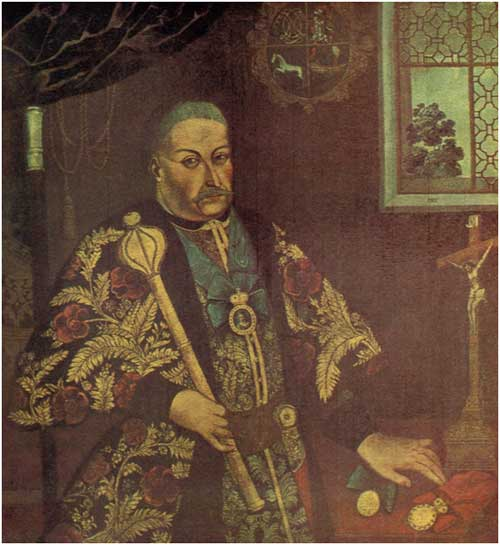
Данила Ефремов, отец
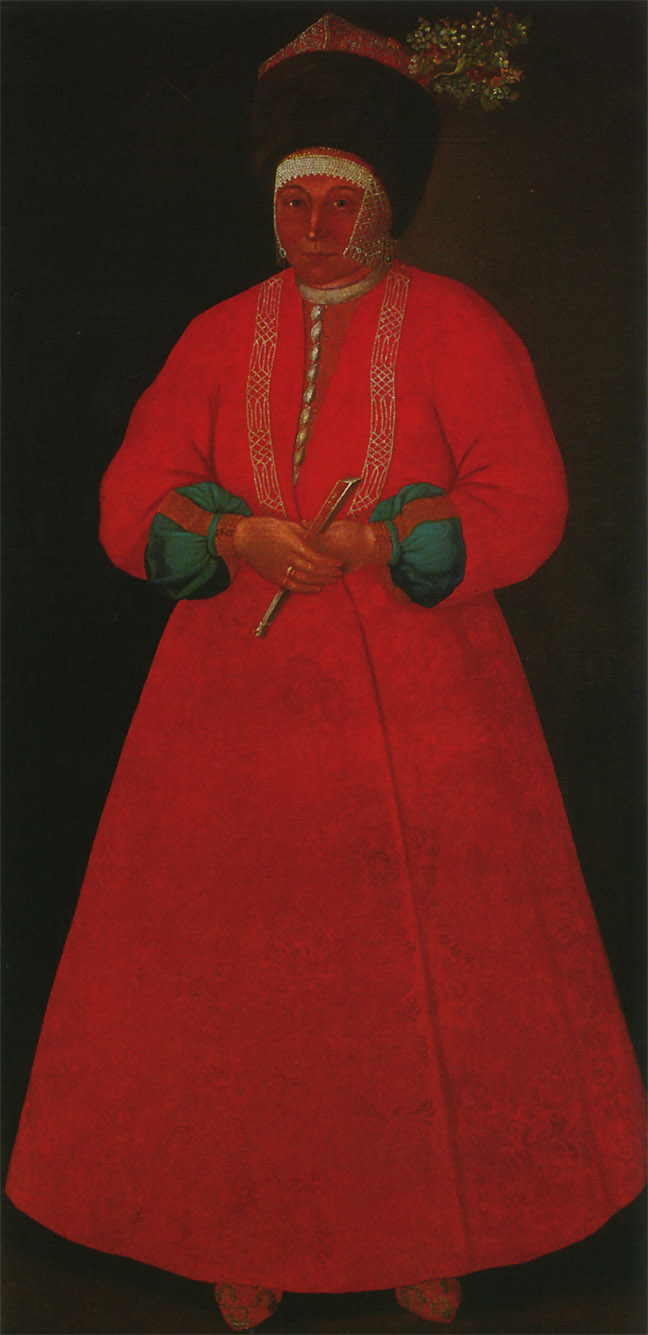
Авдотья Акимовна Ефремова, урождённая Карпова, жена полковника Данилы Степановича Ефремова, мать Степана
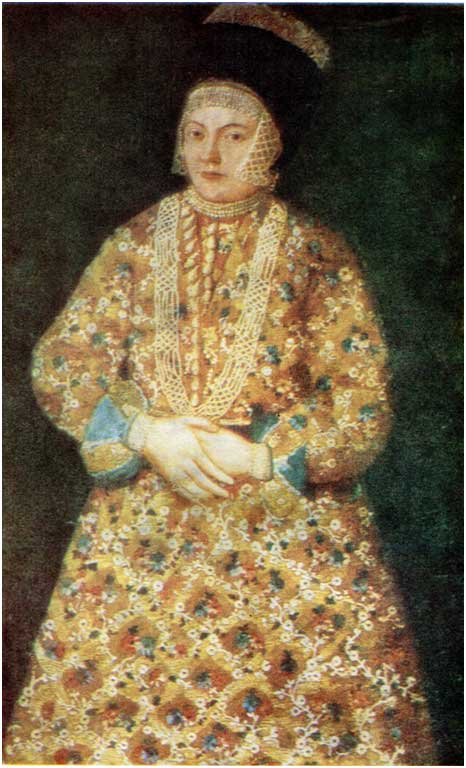
Меланья Карповна Ефремова — третья жена войскового атамана Степана Даниловича Ефремова.
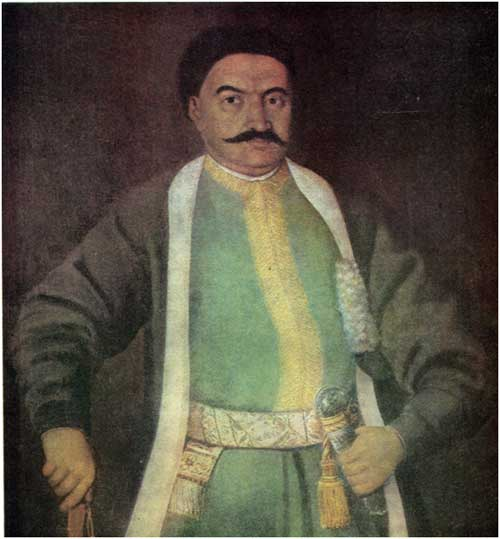
Данила Степанович Ефремов, сын